# Trädlärkan 10

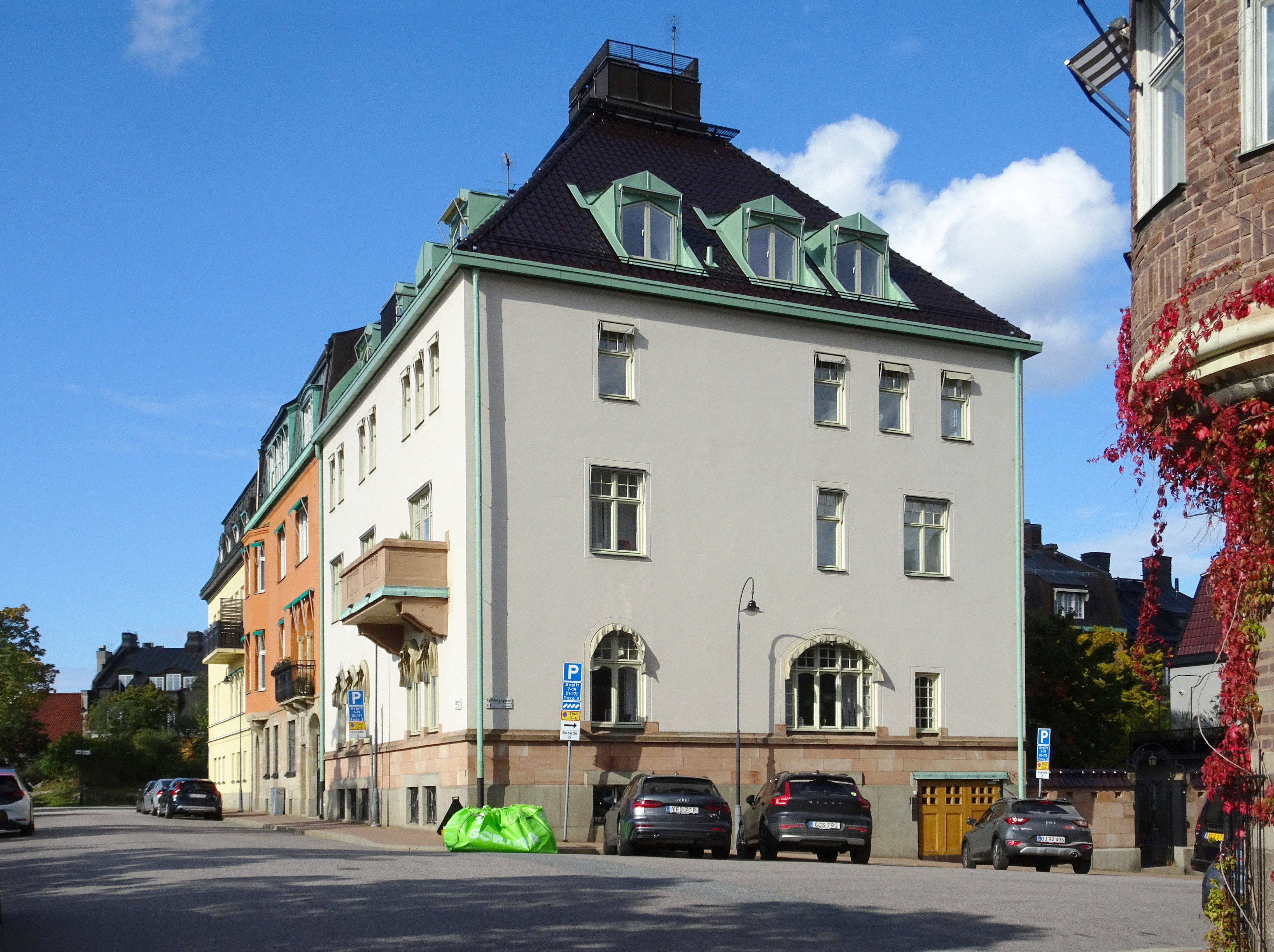
Trädlärkan 10 sedd från hörnet Friggagatan / Sköldungagatan, 2022.

Trädlärkan 10 är en kulturhistoriskt värdefull före detta villafastighet i kvarteret Trädlärkan i Lärkstaden på Östermalm i Stockholm. Huset vid hörnet Sköldungagatan 1 / Friggagatan 8 uppfördes 1909–1910 för vin- och sprithandlaren Helge Drangel efter ritningar av arkitektkontoret John Bagger & Sigurd Westholm. Fastigheten är grönmärkt av Stadsmuseet i Stockholm, det innebär "särskilt värdefull från historisk, kulturhistorisk, miljömässig eller konstnärlig synpunkt".

## Bakgrund

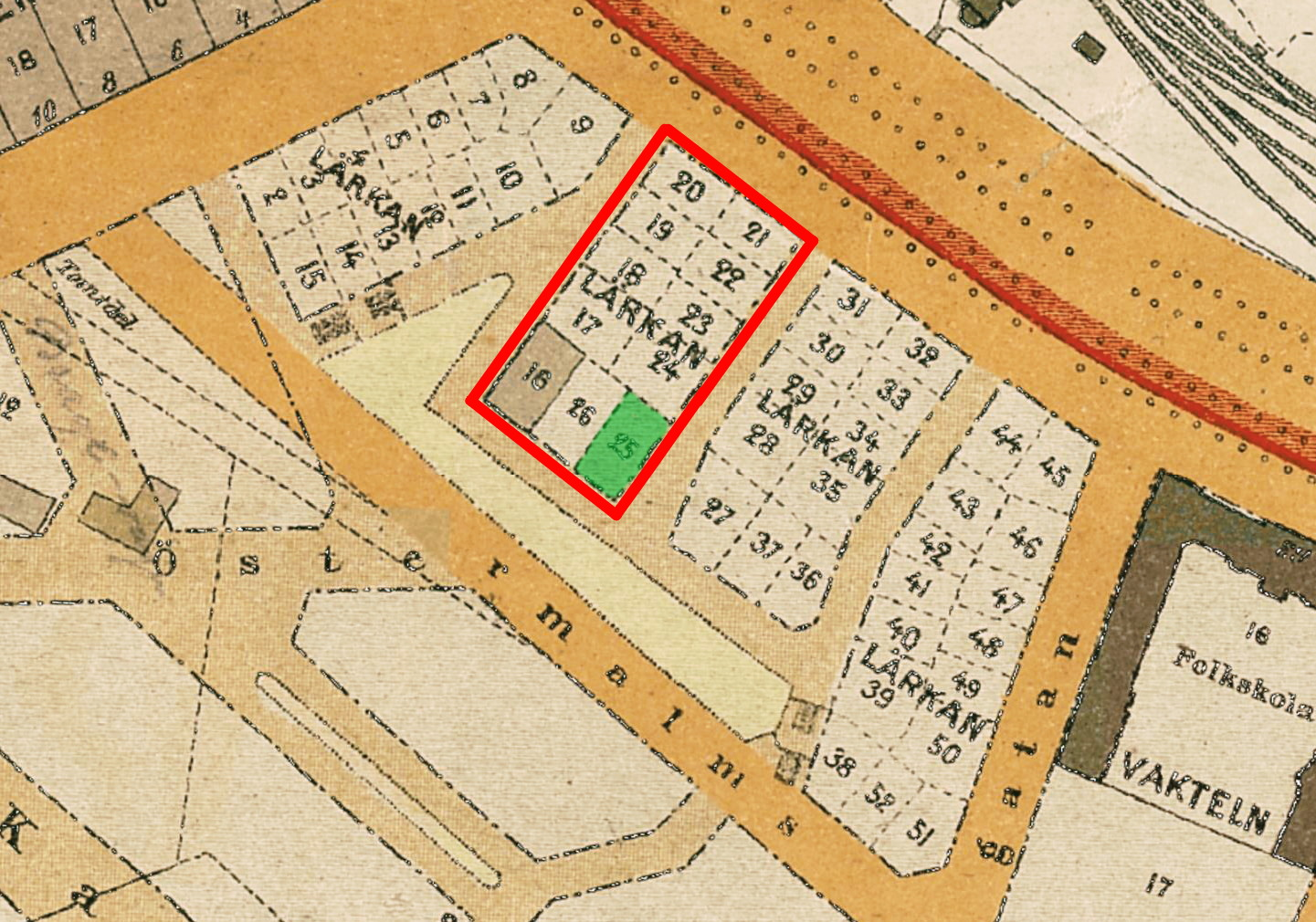
Kvarteret Lärkan 1909 tomt nr 25 (grön), dagens Trädlärkan 10.

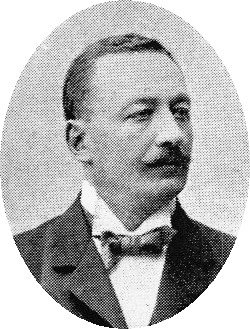
Byggherren Drangel.

Att uppföra ”sammanbyggda enfamiljshus” var något nytt i Stockholm på 1900-talets början och kan ses som ett experiment och en tidig form av radhus. Idén kom från England och stadsplanearkitekten för Lärkstaden, Per Olof Hallman, ville pröva den för första gången i Stockholm på det nybildade kvarteret Lärkan (dagens Tofslärkan, Trädlärkan, Sånglärkan och Piplärkan). 
Målgruppen var samma samhällsklass som bebodde Djursholms villastad. Hallman menade att det var stadens plikt att tillhandahålla billig tomtmark för denna grupp i innerstadens närhet. Man var dock inte ut efter miljonärer utan efter ”måttligt förmöget folk” och styckade därför överkomliga mindre tomter med storlekar mellan drygt 270 och 550 kvadratmeter. Arkitekt Isak Gustaf Clason föreslog till och med att Staden borde, på grund av de låga taxeringsvärdena, söka förhindra tomtspekulation, men det gick inte på grund av dåvarande lagstiftning. Hallman kom själv att bygga sin villa på Sånglärkan 6, och hade sällskap av flera andra arkitekter, byggmästare, direktörer och grosshandlare. 
I februari 1909 började Stockholms stad genom auktioner försäljningen av Lärkans 51 villatomter och redan i april 1909 förvärvade vin- och sprithandlaren Helge Drangel Lärkans tomt nr 25, sedermera namnändrad till Trädlärkan 10. Den hade attraktivt hörnläge vid Friggagatan / Sköldungagatan och omfattade en areal om 387,8 kvadratmeter inklusive en 12 meter bred trädgårdstomt i norr. Marken såldes av staden ”å fri och egen grund” och inte som tomträtt. Det var vanligt att byggmästare eller arkitekter köpte tomter i lärk-kvarteren, eftersom de var insatta i stadens planeringar för framtida byggen. Här var det dock byggherren själv som, enligt tomtkartan från 15 maj 1909, är registrerad som tomtköpare. Han anlitade sedan arkitekterna John Bagger och Sigurd Westholm att rita huset och byggmästaren Johan Pettersson Edlund att uppföra det.

## Byggnadsbeskrivning

### Exteriör

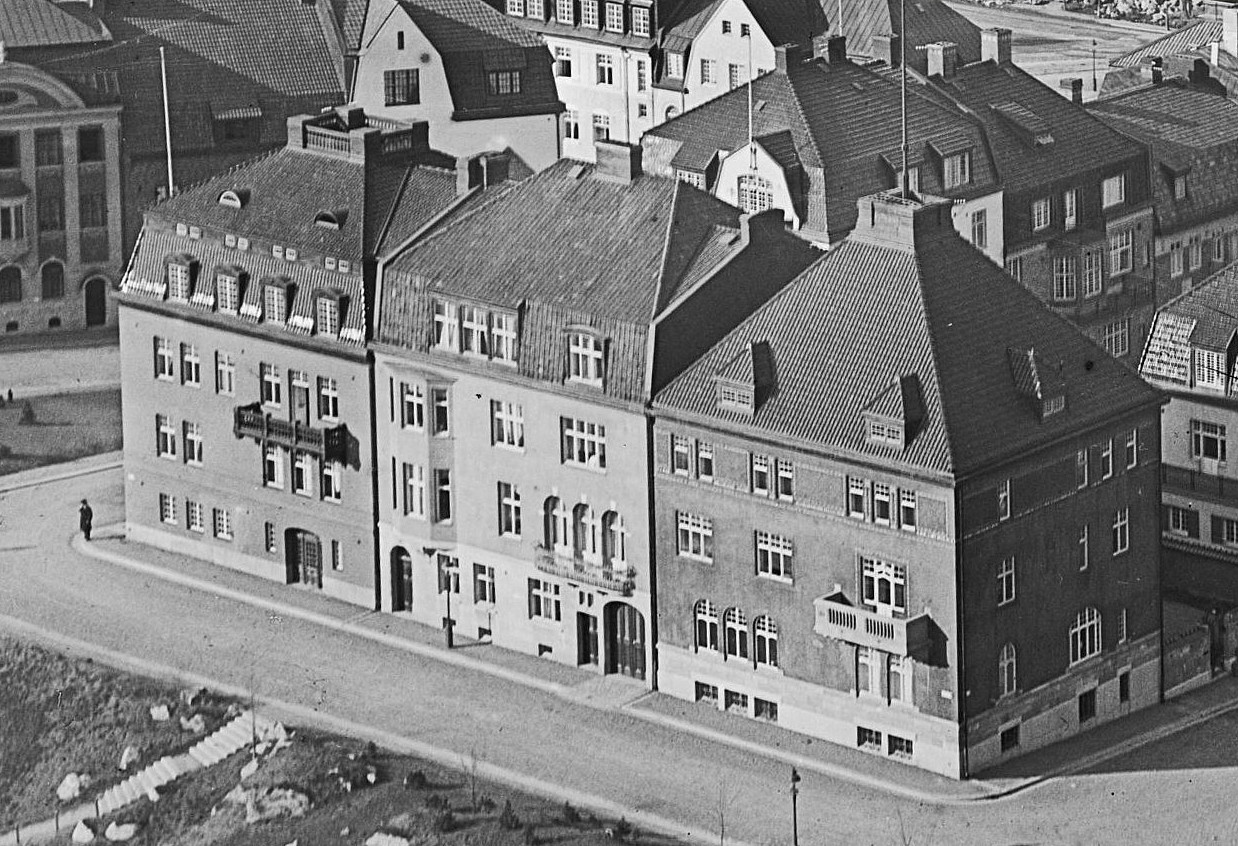
Från vänster: Trädlärkan 1, 11 och 10, framför går Friggagatan, 1910 eller 1911.

Bagger och Westholm ritade en rymlig villa i tre våningar med källare och oinredd kallvind under ett högt pyramidtak som ursprungligen kröntes av en liten balustrad med en flaggstång i topp. Fasaderna ytbehandlades med slätputs i mörk kulör och en hög sockel av granit i grått och sandsten i rosa som avslutas av en kraftig list i sten. Ursprungligen var fasaden i höjd med våning två trappor accentuerad genom avvikande putsbehandling och dekorativa utsmyckningar i kakel.
Mot Friggagatan märks en balkong med av sten som vikar på fem konsoler, även de av sten. Den gick enligt ursprungsritning till stora sängkammaren. Mot gården fanns ytterligare två balkonger utförda i smide, vid en senare ombyggnad utökad till fyra balkonger. Huvudentrén är från gårdssidan. Här är fasaden symmetrisk uppbyggd med ett centralt placerat och något framträdande trapphus som från början avslutades av ett pulpettak i höjd med våning två trappor. Det ändrades till dagens utseende i samband med vindsutbyggnaden och kontoriseringen 1954. Själva entrén med loggian utgör en egen volym klädd i rosa sandsten med välvt, konsolburet portalöverstycke i vars centrum syns en kartusch som ursprungligen innehöll byggherrens initialer "HD".

### Interiör

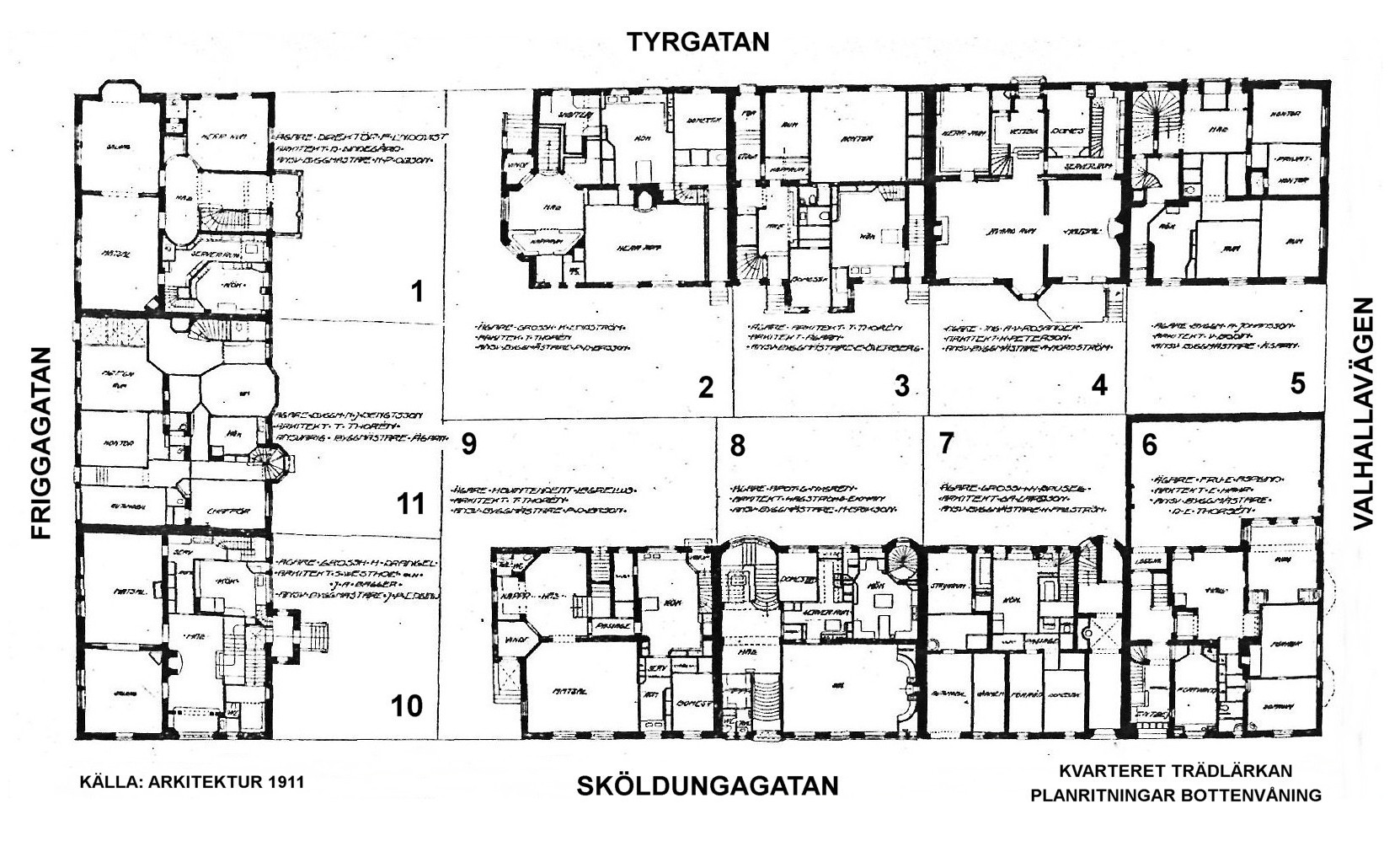
Ritning visande en sammanställning av samtliga bottenvåningar i kvarteret Trädlärkan 1911. Trädlärkan nr 10 syns i nedre vänstre hörn.

Villans interiör gestaltades mycket rymlig med stora rum och generös våningshöjd (3,70 meter i bottenvåningen och 3,35 meter på våningarna en och två trappor). Utöver bostaden för Helge Drangel med familj fanns inga uthyrbara lägenheter. Annars var det vanligt bland nybyggarna i Lärkan att hyra ut några rum, exempelvis med så kallade ”dubbletter” (två rum med dusch dock utan kök), men det stred mot stadens intentioner att här skulle det finnas enbart enfamiljsvillor. Endast 21 av de 51 tomterna bebyggdes med egentliga villor för ett hushåll. Drangels representationsvåning, bestående av stor hall med öppen spis, salong och matsal i fil med skjutdörrar emellan samt köket, låg på bottenvåningen. På våning en trappa låg familjens sovrumsavdelning och på våning två trappor fanns plats för personal och gäster.
Rumsfördelningen var enligt arkitektritningarna från 1909 följande:
- Källarvåning – pannrum, kolrum, tvättstuga, strykrum, matkällare, vinkällare, isskåp
- Bottenvåningen – trappa, hall med kapprum och toalett, matsal och salong (mot Friggagatan), kök med serveringsrum mot gården.
- Våning 1 trappa – trappa och övre hall, föräldrarnas sovrum med balkong och två barnrum (mot Friggagatan och Sköldungagatan), fruns rum, badrum och borstrum (städskrubb) mot gården
- Våning 2 trappor – trappa, hall, två gästrum, två jungfrukammare och ett slöjdrum

## Husets nyare historik
Enligt Stockholms adresskalender bodde familjen Drangel i sin villa fram till 1917, därefter uppges ingenjören Carl Fredrik Tranchell som ägare. Huset kontoriserades 1939 efter ritningar av arkitekt Ernst Grönwall. 1954 inreddes kallvinden med åtta kontorsrum, takkupor anordnades en hiss installerades och trapphuset höjdes. 1968 ändrades vindens kontor till bostadsändamål. På 1970-talet uppger Stadsmuseet Länsförsäkringar i Stockholm som ägare. Företaget innehade samtidigt även grannhusen Trädlärkan 8 och Trädlärkan 9. År 2006 ändrades husets kontor tillbaka till bostadsändamål med flera lägenheter. Idag ägs fastighetens fyra lägenheter av bostadsrättsföreningen Trädlärkan 10 som bildades 2005. Lägenheterna har storlekar mellan 147 och 165 kvadratmeter.

### Nutida bilder

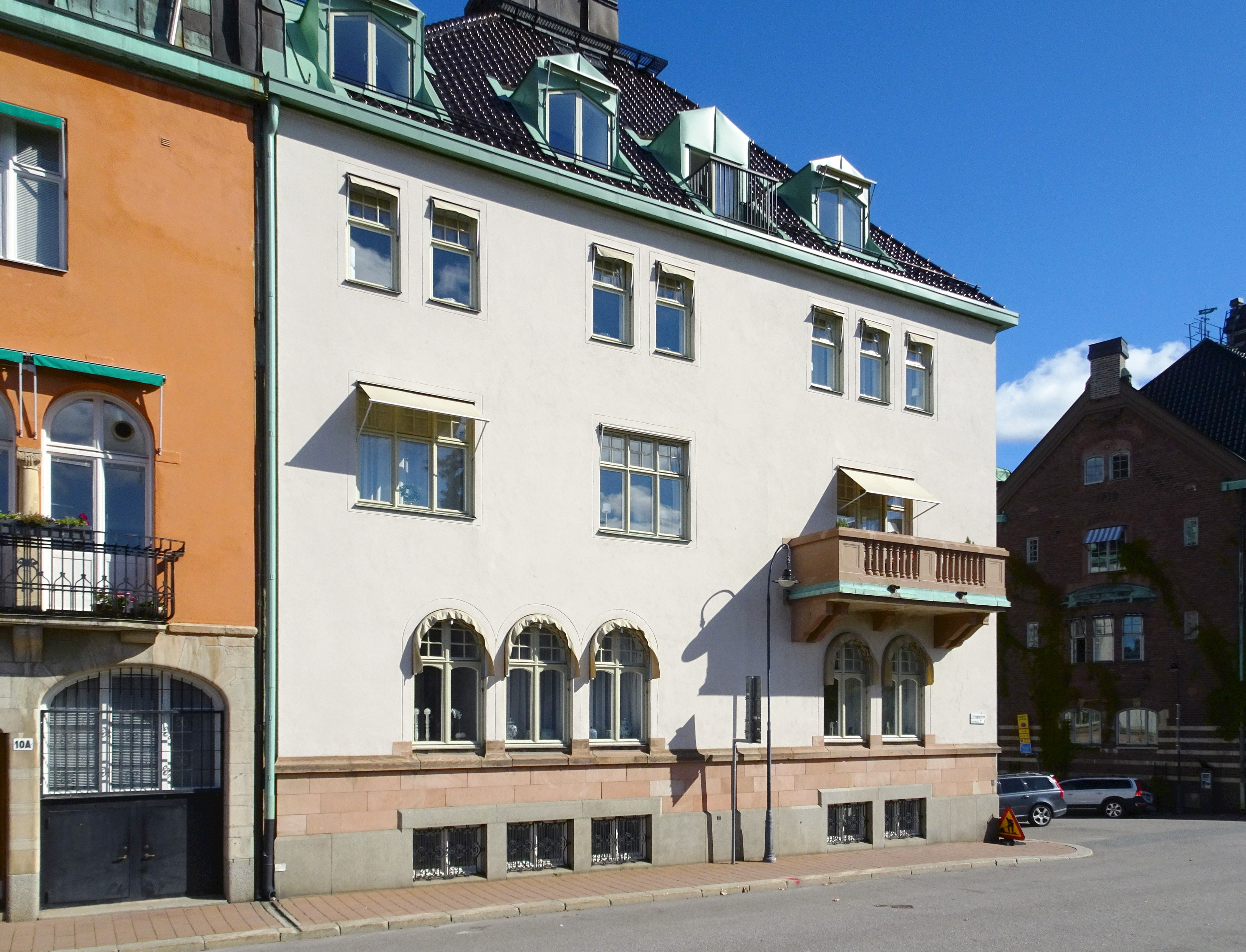
Fasad mot Friggagatan.
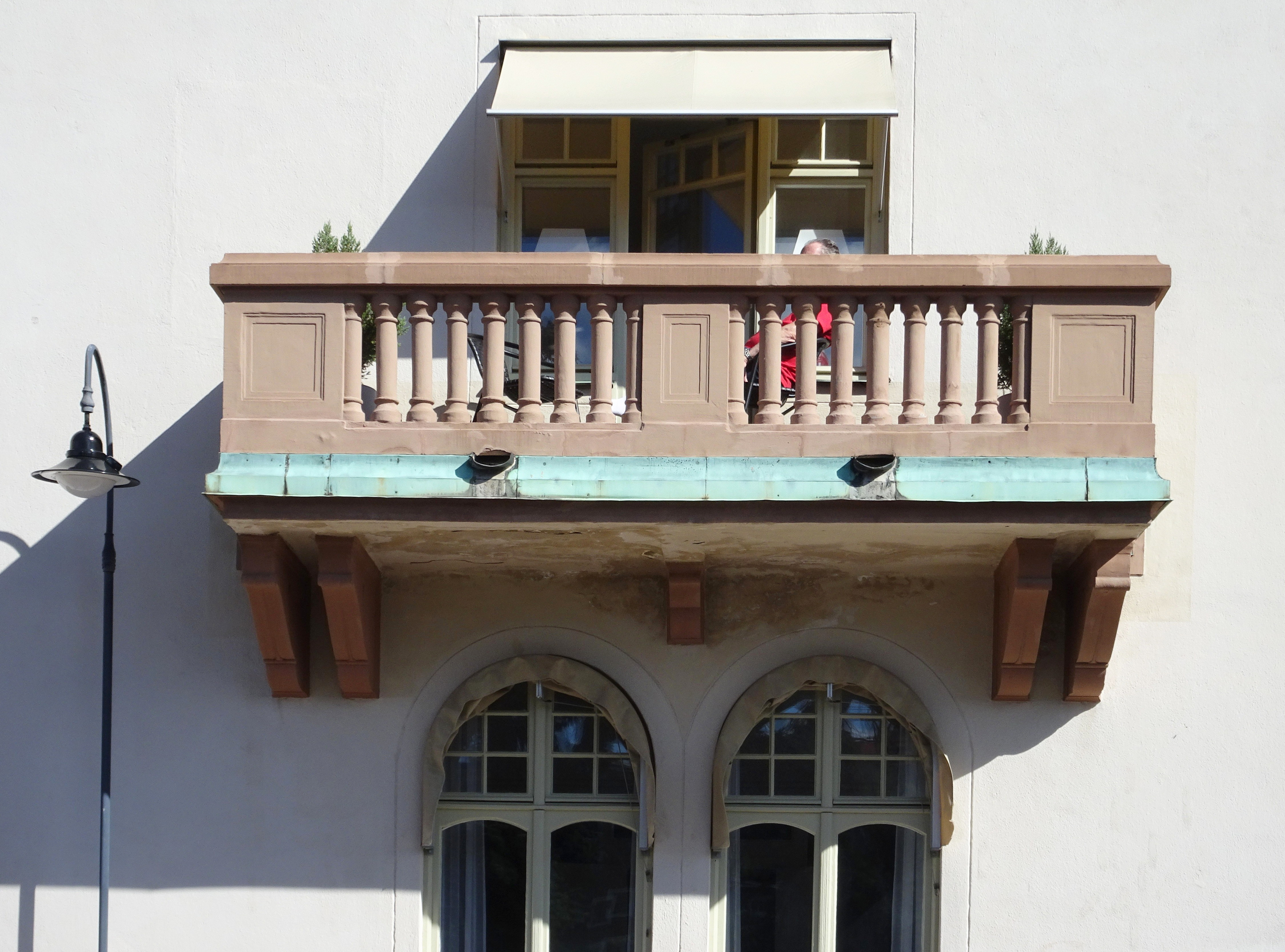
Balkong mot Friggagatan.
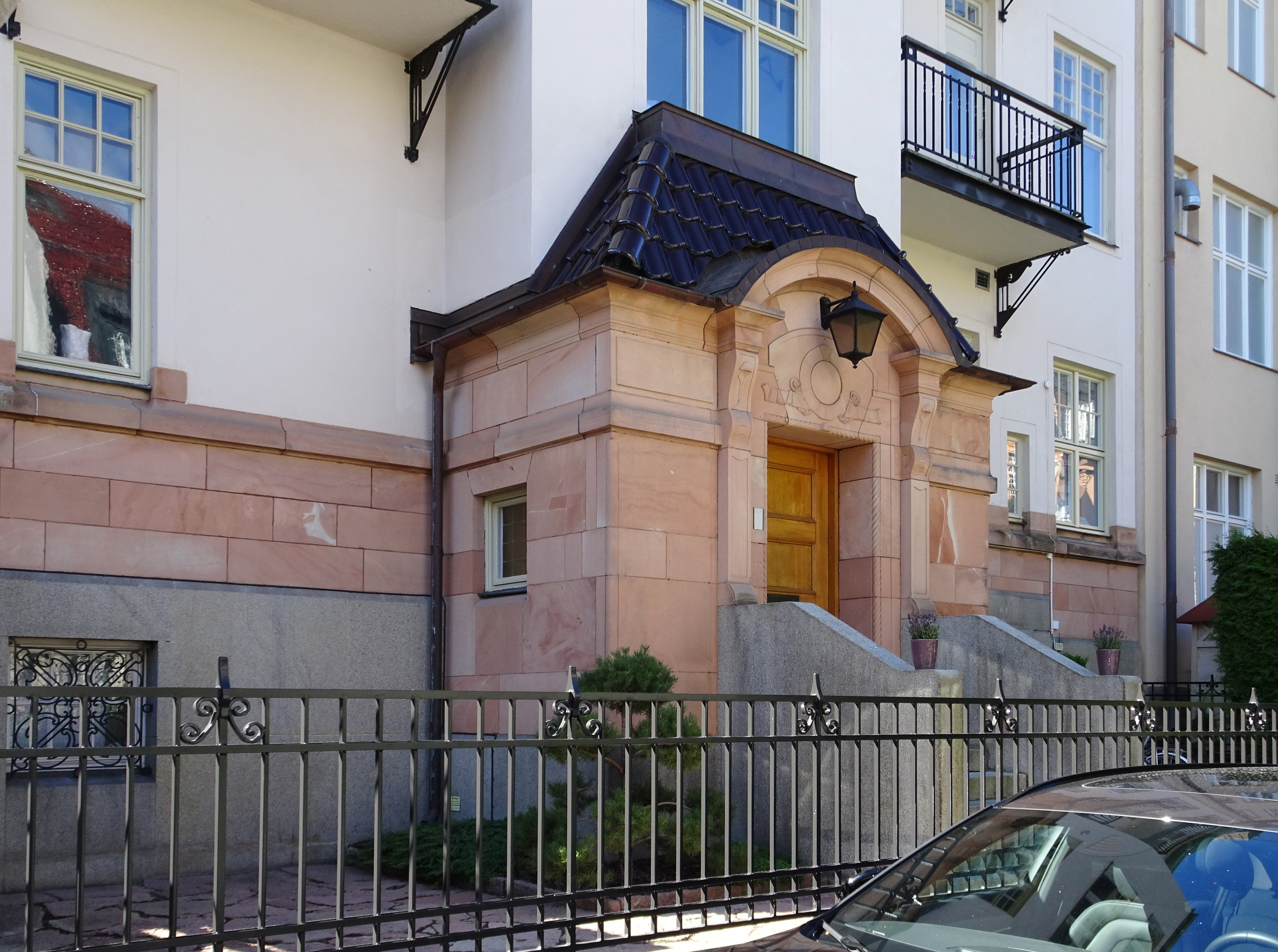
Entrén från gården.
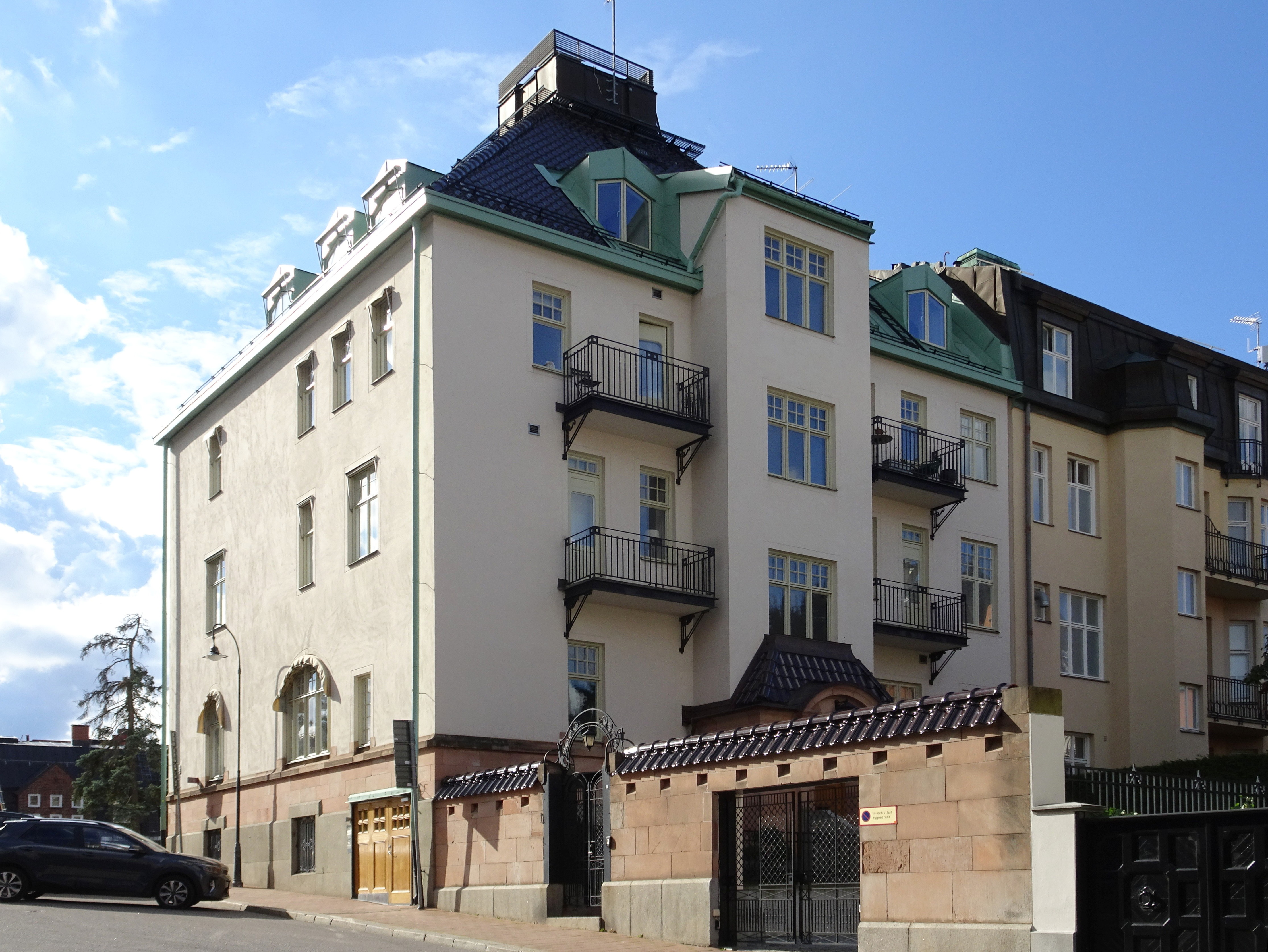
Fasad mot Sköldungagatan / gården.